# Pure Air
Pure Air is een album van Anneke van Giersbergen en Agua de Annique, uitgebracht in 2009. Het is een semi-akoestisch album met veel special guests. Van Giersbergen heeft zelf veel als special guest op albums van andere artiesten gestaan, en wilde de rollen nu weleens omdraaien. Daarbij treedt ze regelmatig alleen of met enkel een gitarist op, en die lijn zet ze voort op dit album.
Het album kwam uit op 30 januari, en werd gepromoot door een concert in de Melkweg en in De Oosterpoort. Een aantal van de special guests waren hierbij aanwezig, te weten Sharon den Adel, Marike Jager, Niels Geusebroek en Kyteman.

## Line-up
- Anneke van Giersbergen

### Agua de Annique
- Joris Dirks
- Jacques de Haard
- Rob Snijders

### Special guests
- John Wetton
- Danny Cavanagh
- Arjen Lucassen
- Sharon den Adel
- Marike Jager
- Niels Geusebroek
- Kyteman
- Marcel Verbeek
- Svetlana Tratch
- Dewi Kerstens
- Ewa Alberding

## Nummers
1. The Blowers Daughter (Damien Rice-cover)
2. Beautiful One
3. Wild Flowers (Frank Boeijen-cover)
4. Day After Yesterday
5. Come Wander With Me (Jeff Alexander-cover)
6. Valley of the Queens (Ayreon-cover)
7. To Catch a Thief (Wetton/Downes-cover)
8. Ironic (Alanis Morissette cover)
9. What's the Reason? (Silkstone-cover)
10. Yalin
11. Somewhere (Within Temptation-cover)
12. Witnesses
13. The Power of Love (Frankie Goes to Hollywood-cover)

## Hitnotering
| "Pure Air" in de Nederlandse Album Top 100 - binnen: 07-02-2009 | "Pure Air" in de Nederlandse Album Top 100 - binnen: 07-02-2009 | "Pure Air" in de Nederlandse Album Top 100 - binnen: 07-02-2009 | "Pure Air" in de Nederlandse Album Top 100 - binnen: 07-02-2009 | "Pure Air" in de Nederlandse Album Top 100 - binnen: 07-02-2009 |
| Week                                                            | 01                                                              | 02                                                              | 03                                                              |                                                                 |
| --------------------------------------------------------------- | --------------------------------------------------------------- | --------------------------------------------------------------- | --------------------------------------------------------------- | --------------------------------------------------------------- |
| Nummer                                                          | 42                                                              | 42                                                              | 59                                                              | uit                                                             |